# Stretta di Arpaia
La Stretta (o Sella) di Arpaia è un valico dell'Appennino campano che mette in comunicazione la valle di Suessola che racchiude i Comuni di Santa Maria a Vico, Arienzo, San Felice a Cancello e Cervino con la Valle Caudina; e quindi la provincia di Caserta con quella di Benevento.
La sella si trova tra il Monte Tairano (768 m) ed il Monte Castello (623 m) ed è attraversata dalla Via Appia e dalla ferrovia che collega Cancello con Benevento, tra i Comuni di Forchia e Arpaia sul versante Beneventano e Arienzo dal lato Casertano.
Secondo alcune fonti questo sarebbe il luogo ove, al tempo delle guerre sannitiche, venne combattuta la Battaglia delle Forche Caudine fra i romani ed i sanniti.